# Soviet wave

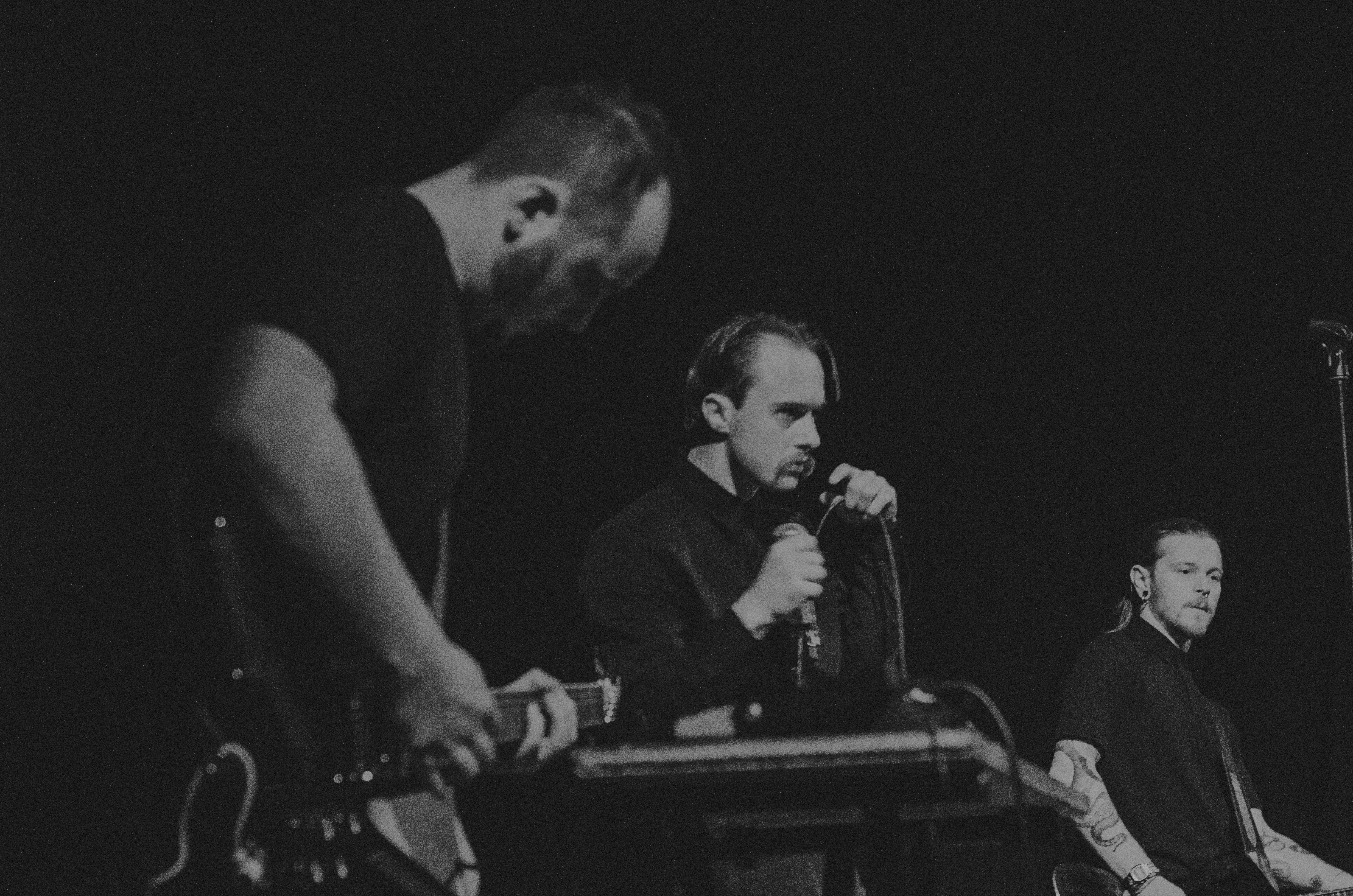
Molchat Doma grupo oriundo de Bielorrusia, uno de los más conocidos del soviet wave.

Soviet wave es un subgénero de la música synthwave que apareció en varios estados postsoviéticos, principalmente Rusia. Se caracteriza por temas asociados con la Unión Soviética y es parte del fenómeno de la nostalgia por la Unión Soviética.

## Historia
Los primeros intentos de llevar la nostalgia soviética a la música moderna comenzaron en la década de 2000, cuando la música trance estaba en la cima de su popularidad. PPK utilizó las melodías de la música electrónica soviética como base de sus composiciones. La “nostalgia del electrosound” apareció a mediados de la década de 2010, y luego se perfilaron los límites del género. La principal inspiración para los autores son las emociones y las asociaciones con la Unión Soviética durante la década de 1980. Lyudmila Shevchenko, académica de Jan Kochanowski University señala que el género es una de las manifestaciones del "mito nostálgico", una imagen mítica "vívida, sensual y viva" convertida en un pasado cercano. La popularidad de los soviets llega a los países más postsoviéticos en la segunda la mitad de la década de 2010. Está relacionado con el reconocimiento global de la synthwave y la nostalgia por la cultura soviética de la década de 1980 en los estados anteriores del bloque soviético.

## Estilo
Este género se basa en tendencias de la música electrónica como lo-fi, ambient y synth-pop, así como en la música electrónica en los tiempos finales de la Unión Soviética. A pesar del amplio uso de extractos de programas de radio o discursos de políticos en las canciones, esto no se refiere a los aspectos políticos de la URSS. La música sovietwave tiene un sonido menos agresivo en comparación con el synthwave. Sovietwave trata sobre los sueños de espacio y progreso, que han desaparecido con la URSS, junto con reminiscencias positivas de la infancia y esperanzas filantrópicas utópicas. Esta música está influenciada por viejas películas y dibujos animados soviéticos, como The Mystery of the Third Planet, Guest from the Future, The Adventures of the Elektronic, Courier, Leopold the Cat, Moscow-Cassiopeia, Office Romance, One Hundred Days After Childhood, Three from Prostokvashino, comedias de Leonid Gaidai, episodios antiguos de  Yeralash , etc.
El sonido contiene menos sonoridades graves, tiene un tempo lento y un efecto de ruido específico sobre todo presente en la voz. Hace que el género se parezca mucho al dreamwave y chillwave.
Las influencias comunes del género son los compositores soviéticos Eduard Artemyev, Aleksandr Zatsepin y los grupos musicales Zodiac, Alliance, Bioconstructor, Mayak, Coffee, Forum y New Collection. Sin embargo, también se observa influencia de artistas occidentales, populares en la URSS. Algunos ejemplos incluyen Depeche Mode, Digital Emotion, Modern Talking.
La música soviética se caracteriza por un énfasis en los aspectos culturales, políticos y científicos de la vida ciudadana de la URSS. Se utilizan inserciones de películas científicas y educativas soviéticas o discursos de estadistas soviéticos para emular una experiencia nostálgica para el oyente.